# Stanisław Gratkowski (elektrotechnik)
Stanisław Romuald Gratkowski – polski elektrotechnik, profesor nauk technicznych.

## Życiorys
W 1976 r. ukończył studia elektrotechniczne w Politechnice Szczecińskiej, w 1980 obronił pracę doktorską, w 1997 habilitował się na podstawie pracy zatytułowanej Elementy specjalne w metodzie elementów skończonych stosowanej do obliczeń elektromagnetycznych. W 2010 uzyskał tytuł profesora nauk technicznych.
Pracuje w Zachodniopomorskim Uniwersytecie Technologicznym w Szczecinie.

## Odznaczenia
- Srebrny Krzyż Zasługi (2005)[4]